# Hypomicrogaster tydeus
Hypomicrogaster tydeus är en stekelart som beskrevs av Nixon 1965. Hypomicrogaster tydeus ingår i släktet Hypomicrogaster och familjen bracksteklar. Inga underarter finns listade i Catalogue of Life.